# Шридхара Госвами
Бха́кти Ра́кшак(а) Шридха́р(а) Де́в(а)-Госва́ми (англ. Bhakti Rakshaka Shridhara Deva Goswami, 10 октября 1895, Хапания, округ Бурдван, Бенгалия — 12 августа 1988, Навадвипа, Западная Бенгалия) — гаудия-вайшнавский религиозный деятель, гуру, богослов и писатель; ученик Бхактисиддханты Сарасвати и старший духовный брат Бхактиведанты Свами Прабхупады, основатель гаудия-вайшнавской религиозной организации «Шри Чайтанья Сарасват Матх».

## Семья и родословие
Отца Шридхары Госвами звали Упендра Чандра Дева Шарма Бхаттачарья-Видьяратна, а мать — Гаури Бала Деви. Брахманский род отца происходит от ведического (род его происходит со времён Вед) мудреца по имени Раджариши Ватсья и известен как Раджариши Ватра-готра. Род матери также относится к бхаттачарья-брахманам.
Так как представители линии предков (сат-пуруш) Шридхары Госвами занимались преимущественно совершением религиозных жертвоприношений и поклонения (паурохитией), а также обучением им, они носили титул Бхаттачарья. Среди них были духовные учителя, имевшие тысячи учеников. Кроме того, в этой династии было принято владение землей и занятие земледелием. Однако на первом месте всегда была санскритская ученость.
Помимо Шридхары Госвами, в его семье было ещё два сына, позже получивших имена Шриюкта Мани Бабу и Шриюкта Амар Бабу.

## Детство
При рождении Шридхара Госвами получил имя Рамендра Чандра Дева Шарма Бхаттачарья. Окончив начальную школу, он продолжал своё образование в средней школе в Оркасе, которая находилась примерно в двух милях от Хапании.

## Молодость
Затем Шридхара Госвами поступил в Бахарампурский университет (округ Муршидабад), успешно закончил его и получил степень бакалавра искусств. После этого он занялся изучением права, но так и не завершил курс, в 1921 году присоединившись к движению Махатмы Ганди, в котором оставался около двух лет.

## Деятельность вГаудия-матхе
С самого детства, несмотря на рождение в знаменитой смарта-брахманской семье, природные религиозные склонности Шридхары Госвами были направлены к санкиртане Чайтаньи Махапрабху. В 1926 году он стал учеником Бхактисиддханты Сарасвати, основателя Гаудия-матха с представительствами по всей Индии и за рубежом.
В 1930 году, в первом Гаудия-матхе на Улта-Данга-роуд, Бхакти Сиддханта Сарасвати Госвами посвятил его в санньясу (монашество) и, видя глубокие знания священных писаний, а также природную духовную прозорливость своего ученика, даровал ему титул «Шримад Бхакти Ракшак Шридхара», что означает «Славный хранитель бхакти».
Шридхара Госвами много путешествовал по всей Индии, проповедуя на бенгали, хинди, санскрите и английском. Он широко проповедовал, читал лекции в колледжах и университетах, а также проводил публичные семинары и фестивали санкиртаны.
Видя глубокую духовную проницательность Шридхары Госвами, Бхактисиддханта Сарасвати наградил его титулом Шастра-нипуна, что значит «Гений в знании и толковании писаний». В другой раз он назвал его Ниведитатма, или «Чистая душа, предавшаяся Всевышнему Господу».
Непосредственно перед своей смертью, Бхактисиддханта Сарасвати попросил Шридхару Свами исполнить один из самых сокровенных бхаджанов (молитв) гаудия-вайшнавизма — «Шри Рупа манджари пада».

## Уход из Гаудия-матха
После смерти Бхактисиддханты Сарасвати в 1937 году в Гаудия Матхе возникли разногласия, и Шридхар Госвами покинул его. Он не хотел создавать другую миссию и в одиночестве ушёл во Вриндаван, где в течение месяца жил у холма Говардхан, и, исполнив урдджа-врату (священный обет), принял Говардхана-шилу.
После возвращения в  Навадвипу его нашли некоторые духовные братья, также покинувшие Гаудия-матх. Трое из них приняли у него  саньясу, став его первыми саньяси-учениками и получив имена Бхактипрагьяна Кешава Госвами, Госвами Госвами и Нарасимха Госвами. В Девананда Гаудия-матхе они основали Шри Гаудия Веданта Самити (санскр. «Общество гаудия-веданты») во главе со Шридхарой Госвами. К сожалению, в этой организации тоже скоро начались трения, и Шридхара Госвами покинул её, передав все свои полномочия Кешаве Госвами.
Шридхара Госвами стал жить один, не выходя даже просить подаяние. Он поселился в доме под названием Магер Бади (до наших дней не сохранился), недалеко от которого ныне находится Шри Чайтанья Сарасват Матх, выплачивая за его аренду две рупии в месяц. Его первый младший брат, Мани Бабу, был крупным служащим на Восточной железной дороге. Каждый месяц он давал Шридхаре Госвами десять рупий, которые помогали тому поддерживать своё существование.
Чуть позже к нему присоединились двое других духовных братьев, и Шридхара Госвами снова занялся проповедью — в ограниченных масштабах, например, в течение месяца проводил Бхагавата-пат (лекции по  Шримад Бхагаватам) в храме при дворце царя Манипура.

## Шри Чайтанья Сарасват Матх
В 1941 году, после смерти Бхактисиддханты Сарасвати, Шридхара Госвами основал свой  духовный институт, Шри Чайтанья Сарасват Матх. Вначале это была просто крытая тростником хижина на берегу Ганги, но постепенно матх наполнился последователями и в 1942 году в Навадвипе началось строительство ашрама. В конце 1970-х гг., во многом благодаря проповеди Бхактиведанты Свами, стали приходить и последователи из западных стран, и постепенно у матха появились центры по всему миру.  В санньясу Бхактиведанту Свами посвятил Бхакти Прагьяна Кешава Госвами, который ранее принял санньясу от Шридхары Госвами. В 1985 году, незадолго до своей смерти, Шридхара Госвами официально назначил преемником и ачарьей своего ближайшего ученика и слугу Бхакти Сундара Говинду Госвами.

## Книги
Написанные самим Шридхарой Госвами
- Бхагавад-гита: скрытый нектар Сладчайшего Абсолюта
- Бхагавад-гита: Невиданное Сокровище Безусловной Красоты
- Шри Шри Прапанна-дживанамритам: нектар жизни предавшейся души
- Шри Шри Према-дхама-дева Стотрам
- Домашний уют. Введение в Мир внутренней полноты
- Любовный поиск потерянного слуги
- Золотой Вулкан Божественной Любви

Составленные на основе бесед и лекций
- Поиск Шри Кришны, Прекрасной Реальности
- Шри Гуру и Его Милость
- Субъективная эволюция сознания
- Слово Хранителя Преданности
- Проповеди Хранителя Преданности
- Сердце и Сияние
- Океан Нектара
- Золотая лестница
- Шрила Гуру Махарадж: его жизнь и наставления вкратце